# Hydroglyphus splendidus
Hydroglyphus splendidus är en skalbaggsart som först beskrevs av Gschwendtner 1930.  Hydroglyphus splendidus ingår i släktet Hydroglyphus och familjen dykare. Inga underarter finns listade i Catalogue of Life.